# Стрілки (гміна)
Ґміна Стжилкі — колишня (1934–1939 рр.) сільська ґміна Турківського повіту Львівського воєводства Польської республіки. Центром ґміни було село Стрілки.
Ґміну Стжилкі було утворено 1 серпня 1934 р. у межах адміністративної реформи в ІІ Речі Посполитій із дотогочасних сільських ґмін: Бусовисько, Головецько, Лужок Горішній, Недільна, Стрілки, Топільниця Рустикальна, Топільниця Шляхецька, Тур'є, Тисовиця.
Гміну ліквідовано в січні 1940 р. у зв’язку з утворенням Стрілківського району.